# Formula 1 – sezona 1981.
| FIA Svjetsko prvenstvo Formule 1 1981. | FIA Svjetsko prvenstvo Formule 1 1981. |
|                                        | Prvak                                  |
| -------------------------------------- | -------------------------------------- |
| Vozač                                  | Nelson Piquet (Brabham-Ford)           |
| Konstruktor                            | Williams-Ford                          |
| Prethodna sezona                       | Sljedeća sezona                        |
| 1980.                                  | 1982.                                  |

Formula 1 - sezona 1981, bila je 32. sezona svjetskog prvenstva Formule 1. Vozilo se 15 utrka u periodu od 15. ožujka do 17. listopada 1981. godine. Svjetski prvak po prvi put postao je Nelson Piquet, a konstruktorski prvak po drugi put momčad Williamsa.

## Vozači i konstruktori
| Konstruktor / Momčad                                                  | Šasija                          | Motor                    | Gume  | Broj | Vozači                | Utrke       |
| --------------------------------------------------------------------- | ------------------------------- | ------------------------ | ----- | ---- | --------------------- | ----------- |
| Williams-Ford Cosworth Albilad-Williams Racing Team TAG Williams Team | Williams FW07C                  | Ford Cosworth DFV V8 3.0 | M G   | 1    | Alan Jones            | Sve         |
| Williams-Ford Cosworth Albilad-Williams Racing Team TAG Williams Team | Williams FW07C                  | Ford Cosworth DFV V8 3.0 | M G   | 2    | Carlos Reutemann      | Sve         |
| Tyrrell-Ford Cosworth Tyrrell Racing Team                             | Tyrrell 010 Tyrrell 011         | Ford Cosworth DFV V8 3.0 | M A G | 3    | Eddie Cheever         | Sve         |
| Tyrrell-Ford Cosworth Tyrrell Racing Team                             | Tyrrell 010 Tyrrell 011         | Ford Cosworth DFV V8 3.0 | M A G | 4    | Kevin Cogan           | 1           |
| Tyrrell-Ford Cosworth Tyrrell Racing Team                             | Tyrrell 010 Tyrrell 011         | Ford Cosworth DFV V8 3.0 | M A G | 4    | Ricardo Zunino        | 2-3         |
| Tyrrell-Ford Cosworth Tyrrell Racing Team                             | Tyrrell 010 Tyrrell 011         | Ford Cosworth DFV V8 3.0 | M A G | 4    | Michele Alboreto      | 4-15        |
| Brabham-Ford Cosworth Parmalat Racing Team                            | Brabham BT49C                   | Ford Cosworth DFV V8 3.0 | M G   | 5    | Nelson Piquet         | Sve         |
| Brabham-Ford Cosworth Parmalat Racing Team                            | Brabham BT49C                   | Ford Cosworth DFV V8 3.0 | M G   | 6    | Hector Rebaque        | Sve         |
| McLaren-Ford Cosworth Marlboro McLaren International                  | McLaren M29F McLaren MP4/1      | Ford Cosworth DFV V8 3.0 | M     | 7    | John Watson           | Sve         |
| McLaren-Ford Cosworth Marlboro McLaren International                  | McLaren M29F McLaren MP4/1      | Ford Cosworth DFV V8 3.0 | M     | 8    | Andrea de Cesaris     | Sve         |
| ATS-Ford Cosworth Team ATS                                            | ATS D4 ATS D5                   | Ford Cosworth DFV V8 3.0 | M A   | 9    | Jan Lammers           | 1-4         |
| ATS-Ford Cosworth Team ATS                                            | ATS D4 ATS D5                   | Ford Cosworth DFV V8 3.0 | M A   | 9    | Slim Borgudd          | 5-15        |
| ATS-Ford Cosworth Team ATS                                            | ATS D4 ATS D5                   | Ford Cosworth DFV V8 3.0 | M A   | 10   | Slim Borgudd          | 4           |
| Lotus-Ford Cosworth Team Essex Lotus John Player Team Lotus           | Lotus 81B Lotus 88 Lotus 87     | Ford Cosworth DFV V8 3.0 | M G   | 11   | Elio de Angelis       | 1-3, 5-15   |
| Lotus-Ford Cosworth Team Essex Lotus John Player Team Lotus           | Lotus 81B Lotus 88 Lotus 87     | Ford Cosworth DFV V8 3.0 | M G   | 12   | Nigel Mansell         | 1-3, 5-15   |
| Ensign-Ford Cosworth Ensign Racing                                    | Ensing N180B                    | Ford Cosworth DFV V8 3.0 | M A   | 14   | Marc Surer            | 1-6         |
| Ensign-Ford Cosworth Ensign Racing                                    | Ensing N180B                    | Ford Cosworth DFV V8 3.0 | M A   | 14   | Ricardo Londono       | 2           |
| Ensign-Ford Cosworth Ensign Racing                                    | Ensing N180B                    | Ford Cosworth DFV V8 3.0 | M A   | 14   | Eliseo Salazar        | 7-15        |
| Renault Equipe Renault Elf                                            | Renault RE20B Renault RE30      | Renault EF1 V6 t 1.5     | M     | 15   | Alain Prost           | Sve         |
| Renault Equipe Renault Elf                                            | Renault RE20B Renault RE30      | Renault EF1 V6 t 1.5     | M     | 16   | René Arnoux           | Sve         |
| March-Ford Cosworth March Grand Prix Team                             | March 811                       | Ford Cosworth DFV V8 3.0 | M A   | 17   | Derek Daly            | 1-3, 7-15   |
| March-Ford Cosworth March Grand Prix Team                             | March 811                       | Ford Cosworth DFV V8 3.0 | M A   | 17   | Eliseo Salazar        | 4-6         |
| March-Ford Cosworth March Grand Prix Team                             | March 811                       | Ford Cosworth DFV V8 3.0 | M A   | 18   | Eliseo Salazar        | 1-3         |
| March-Ford Cosworth March Grand Prix Team                             | March 811                       | Ford Cosworth DFV V8 3.0 | M A   | 18   | Derek Daly            | 4-6         |
| Fittipaldi-Ford Cosworth Fittipaldi Automotive                        | Fittipaldi F8C                  | Ford Cosworth DFV V8 3.0 | M A P | 20   | Keke Rosberg          | 1-10, 12-15 |
| Fittipaldi-Ford Cosworth Fittipaldi Automotive                        | Fittipaldi F8C                  | Ford Cosworth DFV V8 3.0 | M A P | 21   | Chico Serra           | 1-10, 12-15 |
| Alfa Romeo Marlboro Team Alfa Romeo                                   | Alfa Romeo 179C Alfa Romeo 179D | Alfa Romeo 1260 V12 3.0  | M     | 22   | Mario Andretti        | Sve         |
| Alfa Romeo Marlboro Team Alfa Romeo                                   | Alfa Romeo 179C Alfa Romeo 179D | Alfa Romeo 1260 V12 3.0  | M     | 23   | Bruno Giacomelli      | Sve         |
| Ligier-Matra Equipe Talbot Gitanes                                    | Ligier JS17                     | Matra MS81 V12 3.0       | M     | 25   | Jean-Pierre Jarier    | 1-2         |
| Ligier-Matra Equipe Talbot Gitanes                                    | Ligier JS17                     | Matra MS81 V12 3.0       | M     | 25   | Jean-Pierre Jabouille | 3-7         |
| Ligier-Matra Equipe Talbot Gitanes                                    | Ligier JS17                     | Matra MS81 V12 3.0       | M     | 25   | Patrick Tambay        | 8-15        |
| Ligier-Matra Equipe Talbot Gitanes                                    | Ligier JS17                     | Matra MS81 V12 3.0       | M     | 26   | Jacques Laffite       | Sve         |
| Ferrari Scuderia Ferrari SpA SEFAC                                    | Ferrari F126CK                  | Ferrari 021 V6 t 1.5     | M     | 27   | Gilles Villeneuve     | Sve         |
| Ferrari Scuderia Ferrari SpA SEFAC                                    | Ferrari F126CK                  | Ferrari 021 V6 t 1.5     | M     | 28   | Didier Pironi         | Sve         |
| Arrows-Ford Cosworth Ragno Arrows Beta Racing Team                    | Arrows A3                       | Ford Cosworth DFV V8 3.0 | M P   | 29   | Riccardo Patrese      | Sve         |
| Arrows-Ford Cosworth Ragno Arrows Beta Racing Team                    | Arrows A3                       | Ford Cosworth DFV V8 3.0 | M P   | 30   | Siegfried Stohr       | 1-13        |
| Arrows-Ford Cosworth Ragno Arrows Beta Racing Team                    | Arrows A3                       | Ford Cosworth DFV V8 3.0 | M P   | 30   | Jacques Villeneuve    | 14-15       |
| Osella-Ford Cosworth Osella Squadra Corse                             | Osella FA1B Osella FA1C         | Ford Cosworth DFV V8 3.0 | P     | 31   | Miguel Ángel Guerra   | 1-4         |
| Osella-Ford Cosworth Osella Squadra Corse                             | Osella FA1B Osella FA1C         | Ford Cosworth DFV V8 3.0 | P     | 31   | Piercarlo Ghinzani    | 5           |
| Osella-Ford Cosworth Osella Squadra Corse                             | Osella FA1B Osella FA1C         | Ford Cosworth DFV V8 3.0 | P     | 31   | Beppe Gabbiani        | 6-15        |
| Osella-Ford Cosworth Osella Squadra Corse                             | Osella FA1B Osella FA1C         | Ford Cosworth DFV V8 3.0 | P     | 32   | Beppe Gabbiani        | 1-5         |
| Osella-Ford Cosworth Osella Squadra Corse                             | Osella FA1B Osella FA1C         | Ford Cosworth DFV V8 3.0 | P     | 32   | Piercarlo Ghinzani    | 6           |
| Osella-Ford Cosworth Osella Squadra Corse                             | Osella FA1B Osella FA1C         | Ford Cosworth DFV V8 3.0 | P     | 32   | Giorgio Francia       | 7           |
| Osella-Ford Cosworth Osella Squadra Corse                             | Osella FA1B Osella FA1C         | Ford Cosworth DFV V8 3.0 | P     | 32   | Miguel Ángel Guerra   | 8           |
| Osella-Ford Cosworth Osella Squadra Corse                             | Osella FA1B Osella FA1C         | Ford Cosworth DFV V8 3.0 | P     | 32   | Jean-Pierre Jarier    | 9-15        |
| Theodore-Ford Cosworth Theodore Racing Team                           | Theodore TY01                   | Ford Cosworth DFV V8 3.0 | M A   | 33   | Patrick Tambay        | 1-7         |
| Theodore-Ford Cosworth Theodore Racing Team                           | Theodore TY01                   | Ford Cosworth DFV V8 3.0 | M A   | 33   | Marc Surer            | 8-15        |
| Toleman-Hart Candy Toleman Motorsport                                 | Toleman TG181                   | Hart 415T L4 t 1.5       | P     | 35   | Brian Henton          | 4-15        |
| Toleman-Hart Candy Toleman Motorsport                                 | Toleman TG181                   | Hart 415T L4 t 1.5       | P     | 36   | Derek Warwick         | 4-15        |

## Utrke
|     | Utrka                                             | 1.                                      | 2.                                      | 3.                                      |
| --- | ------------------------------------------------- | --------------------------------------- | --------------------------------------- | --------------------------------------- |
|     |                                                   |                                         |                                         |                                         |
| 1.  | VN SAD Zapad, Long Beach 15. ožujka 1981.         | Alan Jones Williams-Ford Cosworth       | Carlos Reutemann Williams-Ford Cosworth | Nelson Piquet Brabham-Ford Cosworth     |
| 2.  | VN Brazila, Jacarepagua 29. ožujka 1981.          | Carlos Reutemann Williams-Ford Cosworth | Alan Jones Williams-Ford Cosworth       | Riccardo Patrese Arrows-Ford Cosworth   |
| 3.  | VN Argentine, Buenos Aires 12. travnja 1981.      | Nelson Piquet Brabham-Ford Cosworth     | Carlos Reutemann Williams-Ford Cosworth | Alain Prost Renault                     |
| 4.  | VN San Marina, Imola 3. svibnja 1981.             | Nelson Piquet Brabham-Ford Cosworth     | Riccardo Patrese Arrows-Ford Cosworth   | Carlos Reutemann Williams-Ford Cosworth |
| 5.  | VN Belgije, Zolder 17. svibnja 1981.              | Carlos Reutemann Williams-Ford Cosworth | Jacques Laffite Ligier-Matra            | Nigel Mansell Lotus-Ford Cosworth       |
| 6.  | VN Monaka, Monte Carlo 31. svibnja 1981.          | Gilles Villeneuve Ferrari               | Alan Jones Williams-Ford Cosworth       | Jacques Laffite Ligier-Matra            |
| 7.  | VN Španjolske, Jarama 21. lipnja 1981.            | Gilles Villeneuve Ferrari               | Jacques Laffite Ligier-Matra            | John Watson McLaren-Ford Cosworth       |
| 8.  | VN Francuske, Dijon-Prenois 5. srpnja 1981.       | Alain Prost Renault                     | John Watson McLaren-Ford Cosworth       | Nelson Piquet Brabham-Ford Cosworth     |
| 9.  | VN Velike Britanije, Silverstone 18. srpnja 1981. | John Watson McLaren-Ford Cosworth       | Carlos Reutemann Williams-Ford Cosworth | Jacques Laffite Ligier-Matra            |
| 10. | VN Njemačke, Hockenheim 2. kolovoza 1981.         | Nelson Piquet Brabham-Ford Cosworth     | Alain Prost Renault                     | Jacques Laffite Ligier-Matra            |
| 11. | VN Austrije, Österreichring 16. kolovoza 1981.    | Jacques Laffite Ligier-Matra            | René Arnoux Renault                     | Nelson Piquet Brabham-Ford Cosworth     |
| 12. | VN Nizozemske, Zandvoort 30. kolovoza 1981.       | Alain Prost Renault                     | Nelson Piquet Brabham-Ford Cosworth     | Alan Jones Williams-Ford Cosworth       |
| 13. | VN Italije, Monza 13. rujna 1981.                 | Alain Prost Renault                     | Alan Jones Williams-Ford Cosworth       | Carlos Reutemann Williams-Ford Cosworth |
| 14. | VN Kanade, Montreal 27. rujna 1981.               | Jacques Laffite Ligier-Matra            | John Watson McLaren-Ford Cosworth       | Gilles Villeneuve Ferrari               |
| 15. | VN Las Vegasa, Caesars Palace 17. listopada 1981. | Alan Jones Williams-Ford Cosworth       | Alain Prost Renault                     | Bruno Giacomelli Alfa Romeo             |
|     |                                                   |                                         |                                         |                                         |

## Konačni poredak

### Vozači
| Mjesto | Vozač             | Bodovi |
| ------ | ----------------- | ------ |
| 1.     | Nelson Piquet     | 50     |
| 2.     | Carlos Reutemann  | 49     |
| 3.     | Alan Jones        | 46     |
| 4.     | Jacques Laffite   | 44     |
| 5.     | Alain Prost       | 43     |
| 6.     | John Watson       | 27     |
| 7.     | Gilles Villeneuve | 25     |
| 8.     | Elio de Angelis   | 14     |
| 9.     | René Arnoux       | 11     |
| 10.    | Héctor Rebaque    | 11     |
| 11.    | Riccardo Patrese  | 10     |
| 12.    | Eddie Cheever     | 10     |
| 13.    | Didier Pironi     | 9      |
| 14.    | Nigel Mansell     | 8      |
| 15.    | Bruno Giacomelli  | 7      |
| 16.    | Marc Surer        | 4      |
| 17.    | Mario Andretti    | 3      |
| 18.    | Andrea de Cesaris | 1      |
| 19.    | Patrick Tambay    | 1      |
| 20.    | Slim Borgudd      | 1      |
| 21.    | Eliseo Salazar    | 1      |

### Konstruktori
| Pozicija | Konstruktor            | Bodovi |
| -------- | ---------------------- | ------ |
| 1.       | Williams-Ford Cosworth | 95     |
| 2.       | Brabham-Ford Cosworth  | 61     |
| 3.       | Renault                | 54     |
| 4.       | Ligier-Matra           | 44     |
| 5.       | Ferrari                | 34     |
| 6.       | McLaren-Ford Cosworth  | 28     |
| 7.       | Lotus-Ford Cosworth    | 22     |
| 8.       | Arrows-Ford Cosworth   | 10     |
| 9.       | Alfa Romeo             | 10     |
| 10.      | Tyrrell-Ford Cosworth  | 10     |
| 11.      | Ensign-Ford Cosworth   | 5      |
| 12.      | Theodore-Ford Cosworth | 1      |
| 13.      | ATS-Ford Cosworth      | 1      |

## Vanjske poveznice
- Službena stranica Formule 1